# Granit
Pour les articles homonymes, voir Granit (homonymie).
Pour l’article ayant un titre homophone, voir granite.

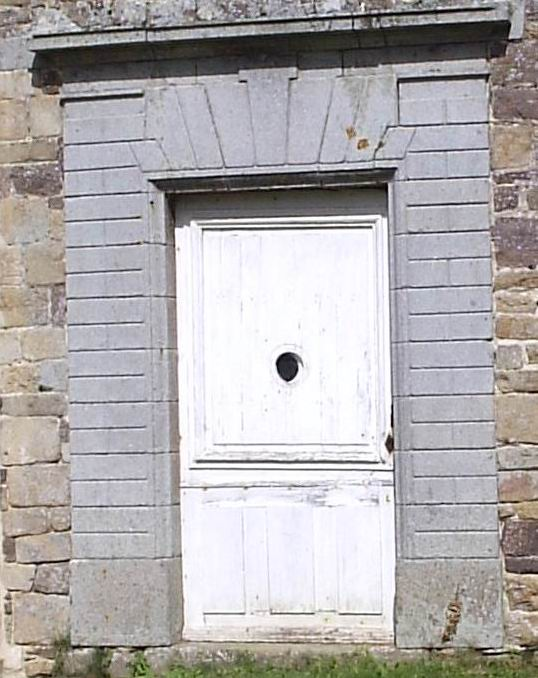
Pourtour de granit d'une porte de l'abbaye de La Lucerne en granite bleu de Carolles.

Granit (de l'italien granito, « grenu ») désigne, dans le monde des matériaux de construction, tout matériau naturel ayant l'aspect d'une roche à structure grenue (entièrement cristallisée et sans orientation particulière) et en général très dure, très résistante à l'usure. Il est utilisé dans la sculpture, l'architecture, le dallage ou l'ornementation, quelle que soit sa nature géologique. Il peut être obtenu à partir de granite, de gneiss, de gabbro, etc. Il se différencie des matériaux rocheux ne présentant pas de grain, alors appelés marbre.

## Granitvsgranite
Il ne faut pas confondre « granit » et « granite » : en géologie, le terme granite désigne une roche magmatique plutonique ayant une composition minéralogique et chimique précises. Jusqu'au début du XXe siècle, il n'y avait pas de distinction orthographique explicite entre les deux sens, en dehors de la sphère des géologues, ce qui renforce les confusions.
Des granites stricto sensu mais aussi des gneiss, des grès, des brèches, des calcaires ou autres conglomérats peuvent être utilisés en tant que granit, appellation devenue commerciale et générique chez les marbriers. Le petit granit des Ardennes, par exemple, est un calcaire.

Exemples de granits
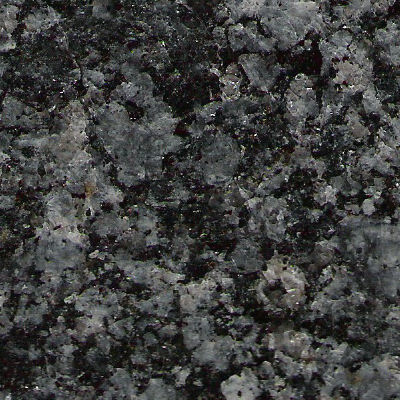
Azul Noce (Espagne).
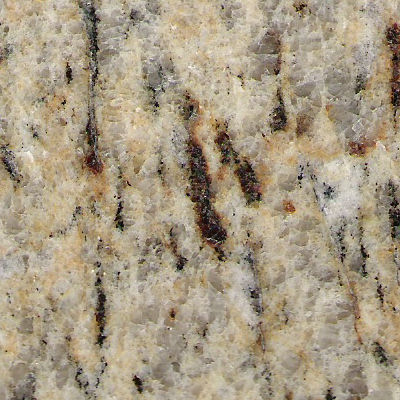
Giallo Veneziano (Brésil).
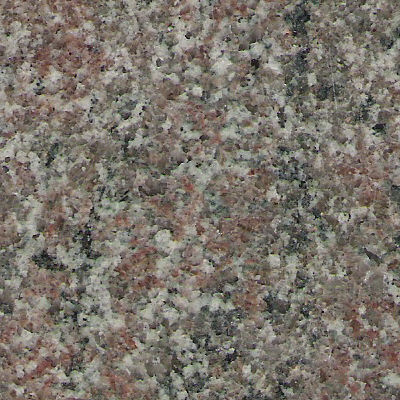
Gran Violet (Brésil).
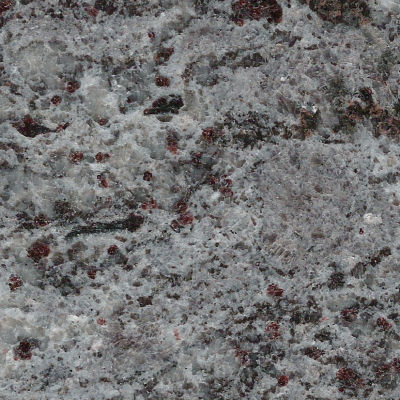
Lavanda Blue (Brésil).

## Utilisations
Le terme « granit » est utilisé en France au moins depuis l'époque de Louis XIII-Louis XIV, avec l'arrivée de décorateurs et d'architectes italiens affectés aux « grands travaux » de l'époque (palais du Luxembourg, châteaux de Marly et de Versailles). Versailles et le musée du Louvre comptent quelques vasques et colonnes extraites et taillées dans le massif vosgien.
Des années 1970 jusqu'aux années 1990, son utilisation, considérée à l'époque comme tendance du bâtiment et de l'architecture, a fortement augmenté.